# Meteor czelabiński

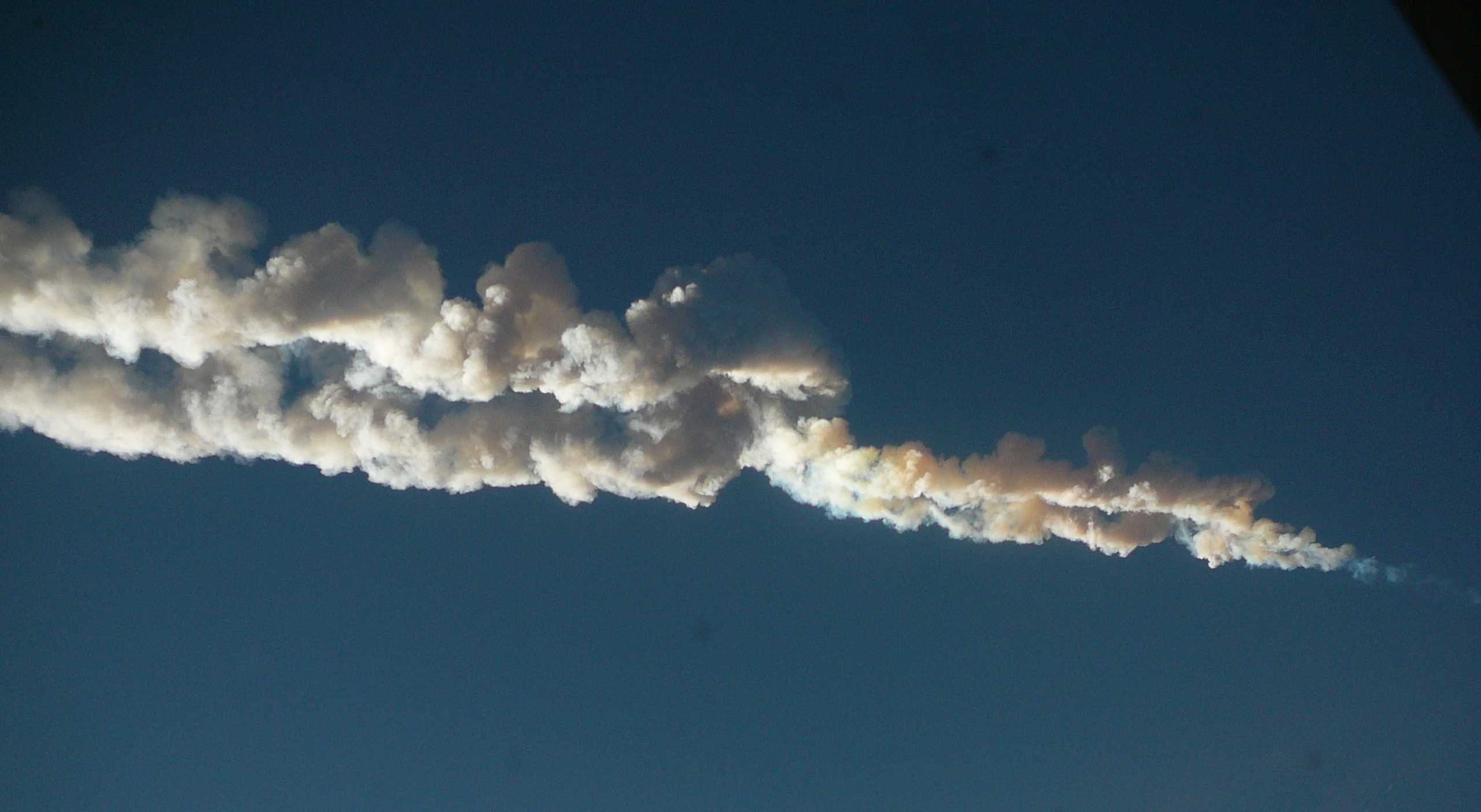
Ślad pozostawiony przez meteor

Meteor czelabiński – przelot superbolidu o średnicy około 17–20 metrów i masie wynoszącej do 10 tysięcy ton, obserwowany nad południowym Uralem 15 lutego 2013 roku około godziny 9:20 lokalnego czasu (4:20 CET). Po wejściu w atmosferę Ziemi bolid rozpadł się po 32,5 sekundach lotu na wysokości 29,7 kilometrów nad powierzchnią Ziemi nad obwodem czelabińskim. Przelot bolidu widziany był także z obwodów tiumeńskiego i swierdłowskiego oraz z przylegających regionów Kazachstanu.
Powstała w wyniku przelotu i eksplozji bolidu silna fala uderzeniowa spowodowała znaczne straty (uszkodzonych zostało ponad 7500 budynków), a także obrażenia u ponad tysiąca pięciuset osób.
W tym samym dniu, 15 godzin później, w pobliżu Ziemi przeleciała planetoida 2012 DA14 (obecna nazwa to (367943) Duende) o średnicy około 50 metrów, odkryta w 2012 roku; bliski przelot tej planetoidy i upadek meteorytu czelabińskiego nie były jednak ze sobą powiązane.
Meteoroid, którego przelot i spadek obserwowano w rejonie Czelabińska, był największym znanym obiektem kosmicznym, jaki zderzył się z Ziemią od czasu katastrofy tunguskiej w 1908.

## Meteoroid

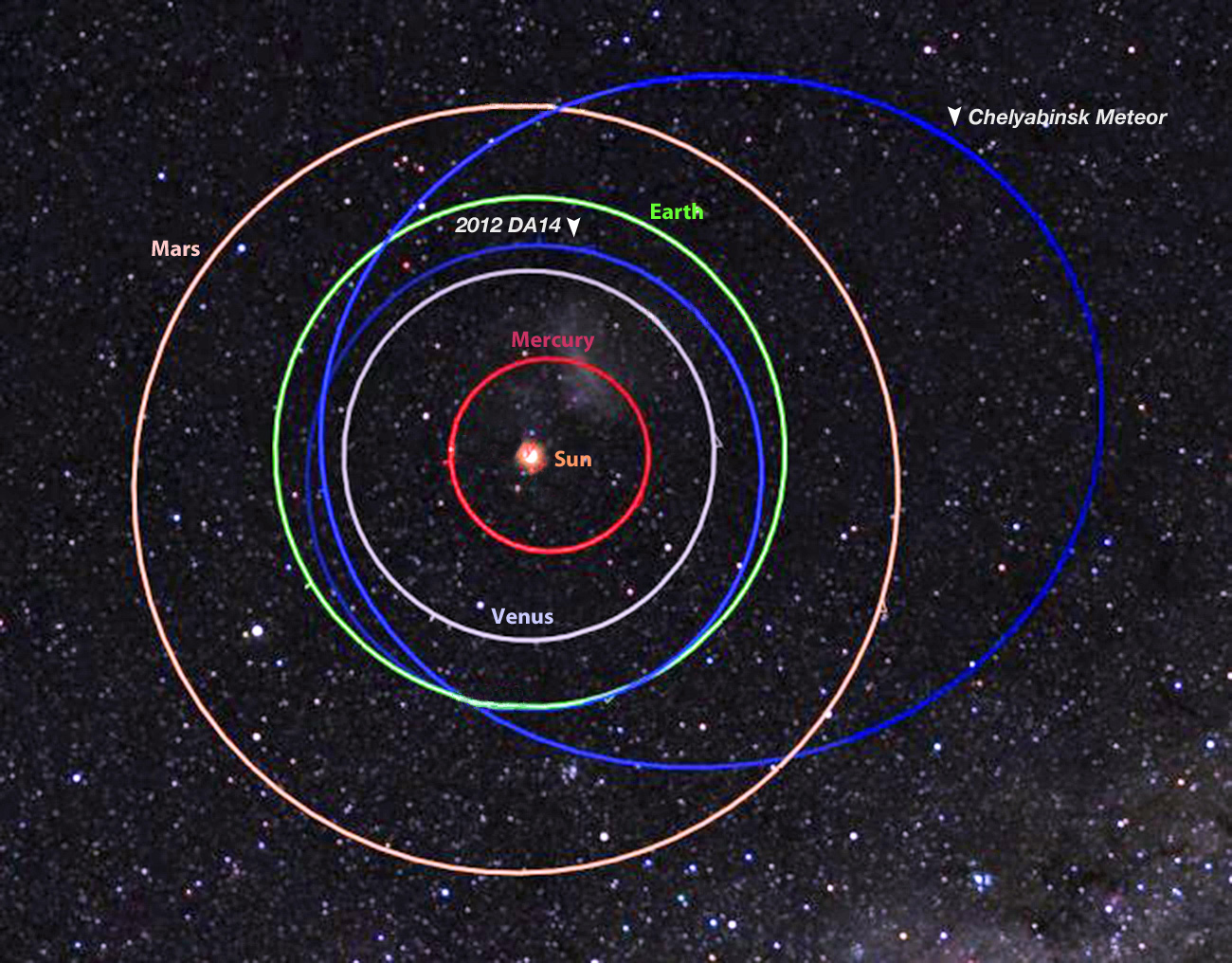
Porównanie orbity 2012 DA_{14} (mały niebieski okrąg) i wstępnie obliczonej orbity meteoroidu czelabińskiego (duża niebieska elipsa)

Porównanie rozmiaru meteoru czelabińskiego z Jumbo Jetem, meteorem z krateru Barringera i największym znanym meteorytem, Hoba

Meteoroid, który wleciał w atmosferę należał do obiektów bliskich Ziemi i należał do grupy Apolla. Obiekt nie został dostrzeżony przez astronomów przed jego upadkiem. Jego rozmiary były zbyt małe, aby była duża szansa na odkrycie go w ramach kosmicznych programów obserwacyjnych, śledzących ruchy obiektów bliskich Ziemi i potencjalnie niebezpiecznych obiektów (niemniej w 2008 odkryto 2-metrowy meteoroid 2008 TC3 na około 20 godzin przed jego uderzeniem w Ziemię). Ponadto meteoroid przyleciał od strony Słońca, przez co trudniej było go dostrzec w trakcie zbliżania się do Ziemi.
W momencie wejścia w atmosferę Ziemi średnica obiektu wynosiła około 17–20 m. Znalezione w meteorycie czelabińskim fragmenty jadeitu wskazują na to, że około 290 milionów lat temu meteoroid o średnicy około 150 metrów zderzył się ze znacznie większym meteoroidem z prędkością wynoszącą około 0,4–1,5 km/s. W momencie zderzenia doszło do wyzwolenia znacznej energii i temperatura bolidu wzrosła miejscami do przynajmniej 1700–2000 °C, co doprowadziło do powstania między innymi jadeitu.
Zderzenia meteoroidów z Ziemią nie są rzadkością. Szacuje się, że codziennie w atmosferę Ziemi wpada około 274 ton materiałów kosmicznych (ok. 100 tys. ton w skali rocznej), ale większość tego typu wydarzeń pozostaje niezauważona, ponieważ są to bardzo małe ziarenka skalne. Większe meteoroidy o średnicy do dziesięciu metrów zderzają się z Ziemią co około godzinę, ale i te wydarzenia zazwyczaj pozostają niezauważone, chyba że następują nad gęsto zamieszkanymi terenami. Zderzenia meteoroidów takiej wielkości, jak meteor czelabiński zdarzają się statystycznie według różnych szacunków co kilkadziesiąt do 100 lat, a o rozmiarach większych niż 100 metrów – nie częściej niż co tysiąc lat. Astronomowie szacują, że w samej grupie Apolla znajduje się około 80 milionów obiektów wielkości meteoroidu, który rozpadł się nad Rosją.
Wydarzenie zbiegło się w czasie z przelotem w pobliżu Ziemi większej planetoidy 2012 DA14. Według większości ekspertyz, w tym pochodzących z Europejskiej Agencji Kosmicznej, NASA, Sodankylä Geophysical Observatory i źródeł rosyjskich, między tymi dwoma obiektami nie ma związku. W stosunku do powierzchni Ziemi 2012 DA14 poruszał się w kierunku północnym, a bolid uralski był skierowany w przybliżeniu na zachód.
Według opublikowanej w 2013 analizy komputerowej wykorzystującej metodę Monte Carlo, superbolid mógł być odkrytą w 2011 planetoidą 2011 EO40.

| Parametr    | Aphelium (Q) | Peryhelium (q) | Półoś wielka (a) | Ekscentryczność orbity (e) | Inklinacja (i) | Długość węzła wstępującego (Ω) | Argument perycentrum (ω) |
| Jednostki   | j.a.         | j.a.           | j.a.             |                            | (°)            | (°)                            | (°)                      |
| ----------- | ------------ | -------------- | ---------------- | -------------------------- | -------------- | ------------------------------ | ------------------------ |
| AMS         | 2,53         | 0,80           | 1,66             | 0,52                       | 4,05°          | 326,43°                        | 116,0°                   |
| Zuluaga2013 | 2,64         | 0,82           | 1,73             | 0,51                       | 3,45°          | 326,70°                        | 120,62°                  |
| iau3423     | 2,33         | 0,768          | 1,55             | 0,50                       | 3,6°           | 326,41°                        | 109,7°                   |

## Przelot i rozpad

Ilustracja faz lotu; od wejścia do atmosfery do upadku: meteoroid – meteor (bolid) – meteoryt

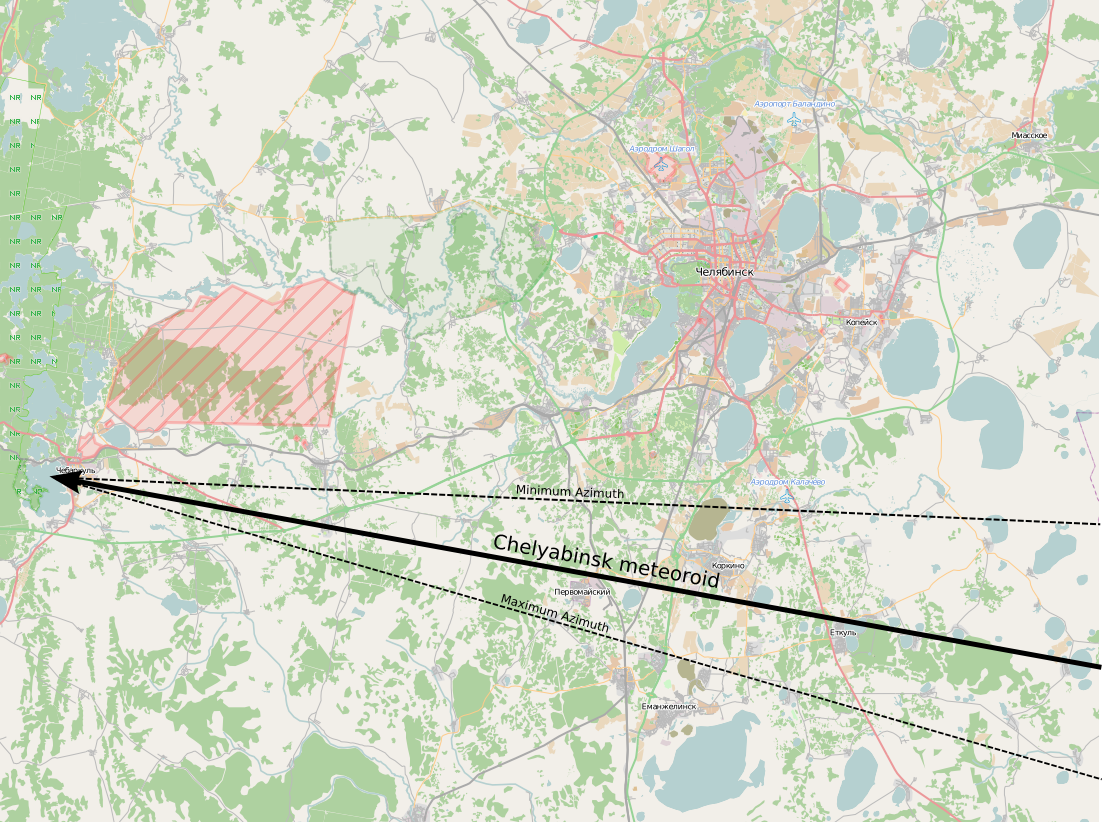
Trajektoria przelotu

Według nagrań wideo radiant meteoru (punkt na niebie, z którego nadleciał) znajdował się po lewej stronie i powyżej wschodzącego Słońca. Bolid poruszał się w przybliżeniu w kierunku zachodnim, wszedł do atmosfery pod kątem około 20° do poziomu, z prędkością około 19 km/s (64 tys. km/h).
Początek przelotu zaobserwowano o godzinie 9:20 czasu lokalnego (4:20 CET). Zdarzeniu towarzyszył blask, który w kulminacyjnym momencie osiągnął jasność większą od Słońca oraz silna fala uderzeniowa. Według świadków wydarzenia po przelocie meteoru powietrze miało zapach prochu.
Eksplozja meteoru została zarejestrowana przez siedemnaście z 45 stacji pomiarów infradźwięków działających w ramach programu Comprehensive Nuclear-Test-Ban Treaty Organization. Odgłos wybuchu w zakresie infradźwięków został zmierzony nawet w oddalonej o piętnaście tysięcy kilometrów stacji badawczej na Antarktyce. Był to najpotężniejszy wybuch do tej pory uchwycony przez sensory CTBTO. Na podstawie pomiarów stacji CTBTO szacuje się, że energia wytracona w atmosferze odpowiadała energii wybuchu blisko 0,5 megatony TNT (blisko 40 razy większa od energii wybuchu bomby atomowej zrzuconej na Hiroshimę). Według szacunków astronomów masa meteoroidu wynosiła około siedem do dziesięciu tysięcy ton, a średnica około piętnastu do siedemnastu metrów. Lot obiektu od momentu wejścia meteoroidu do atmosfery aż do rozpadu bolidu trwał 32,5 sekundy. Rozpad bolidu miał miejsce niedaleko od Czelabińska na wysokości 29,7 kilometrów nad powierzchnią Ziemi. Meteor w szczytowym momencie był jaśniejszy od Słońca o około 6 razy. Część osób doznało poparzeń słonecznych.
Fala uderzeniowa pochodząca od lecącego pod niewielkim kątem do poziomu bolidu rozchodziła się niemal prostopadle do powierzchni ziemi. Na podstawie zniszczeń szacuje się, że jej ciśnienie było 10-20 razy większe od atmosferycznego. Fala uderzeniowa wywołała fale sejsmiczne, które zostały zarejestrowana przez stacje sejsmiczne. Wstrząs miał wielkość 2,7 w skali Richtera.
Ocenia się, że była to największa planetoida, jaka trafiła w Ziemię od czasu tzw. katastrofy tunguskiej w 1908 roku. W 1949 w okolicach Czelabińska miało miejsce podobne zdarzenie, spadł tam wówczas deszcz meteorytów, z którego odnaleziono dwadzieścia fragmentów meteorytów o łącznej masie dwustu kilogramów.

## Odnalezienie meteorytu

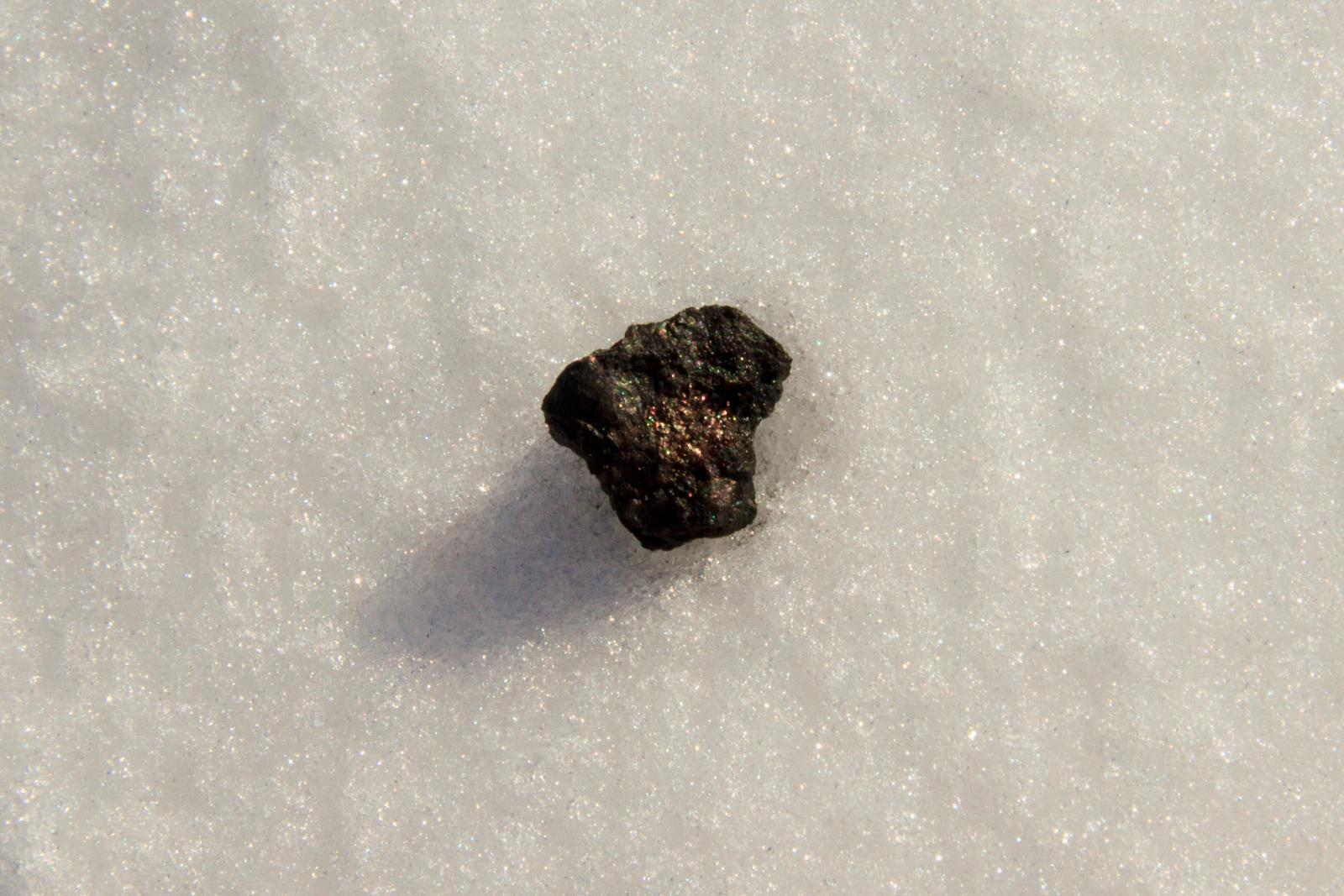
Fragment meteorytu

Po upadku meteorytu znaleziono bardzo wiele jego fragmentów, większość z nich ma wielkość kilku milimetrów, ale zdarzają się też większe kawałki. Na powierzchni lodu pokrywającego jezioro Czebarkul znaleziono otwór o średnicy 6 metrów, który mógł zostać wybity przez upadający fragment bolidu, ale nurkowie dotychczas nie odkryli żadnych jego szczątków.
17 lutego 2013 znaleziono dwa niewielkie fragmenty meteorytu w pobliżu krawędzi przerębla wybitego w lodowej pokrywie jeziora. Zostały one zidentyfikowane jako należące do grupy chondrytów zwyczajnych. Zgodnie ze zwyczajem, że meteoryty zostają nazwane od miejsca ich znalezienia naukowcy, którzy je odnaleźli planowali nazwać je od miejscowości Czebarkul. Ostatecznie nadano nazwę „Czelabińsk”.
Fragmenty meteorytu mogą osiągnąć dużą wartość kolekcjonerską, według ekspertów jeden gram materiału pochodzącego z tego meteorytu może być warty ponad dwa tysiące dolarów.
15 lutego 2014 roku, w rocznicę upadku meteorytu, w ósmym dniu Zimowych Igrzysk Olimpijskich w Soczi przyznano dziesięć złotych medali, które zawierały jego fragmenty. Zwycięskimi sportowcami w tym dniu byli:
- Anna Fenninger (supergigant kobiet)
- Ida Ingemarsdotter, Emma Wikén, Anna Haag i Charlotte Kalla (sztafeta kobiet 4 × 5km)
- Zhou Yang (short track – 1500 m)
- Wiktor Ahn (short track – 1000 m)
- Aleksandr Trietjakow (skeleton)
- Zbigniew Bródka (łyżwiarstwo szybkie – 1500 m mężczyzn)
- Kamil Stoch (skoki narciarskie)

## Straty

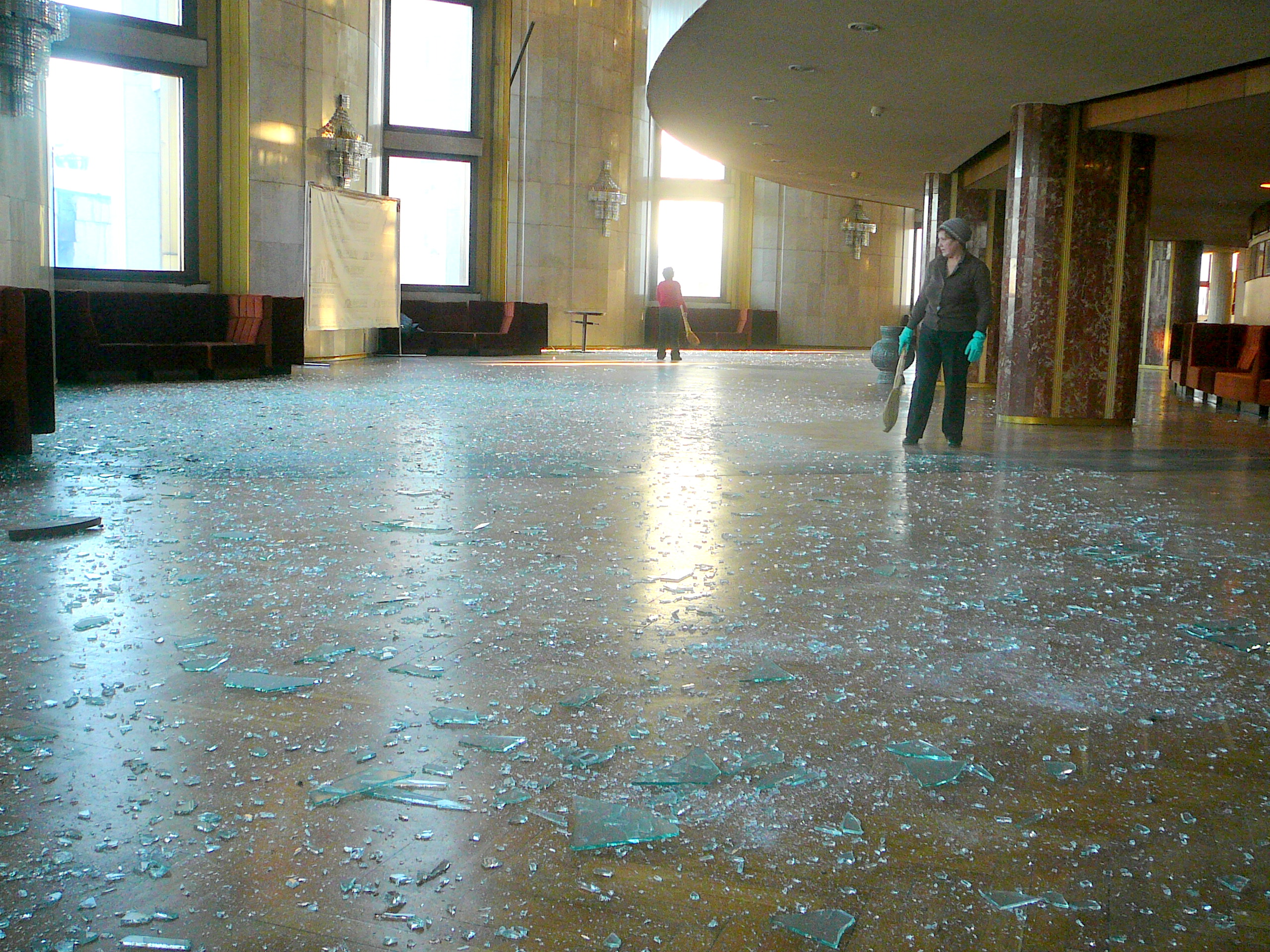
Zniszczenia w Teatrze Dramatycznym w Czelabińsku

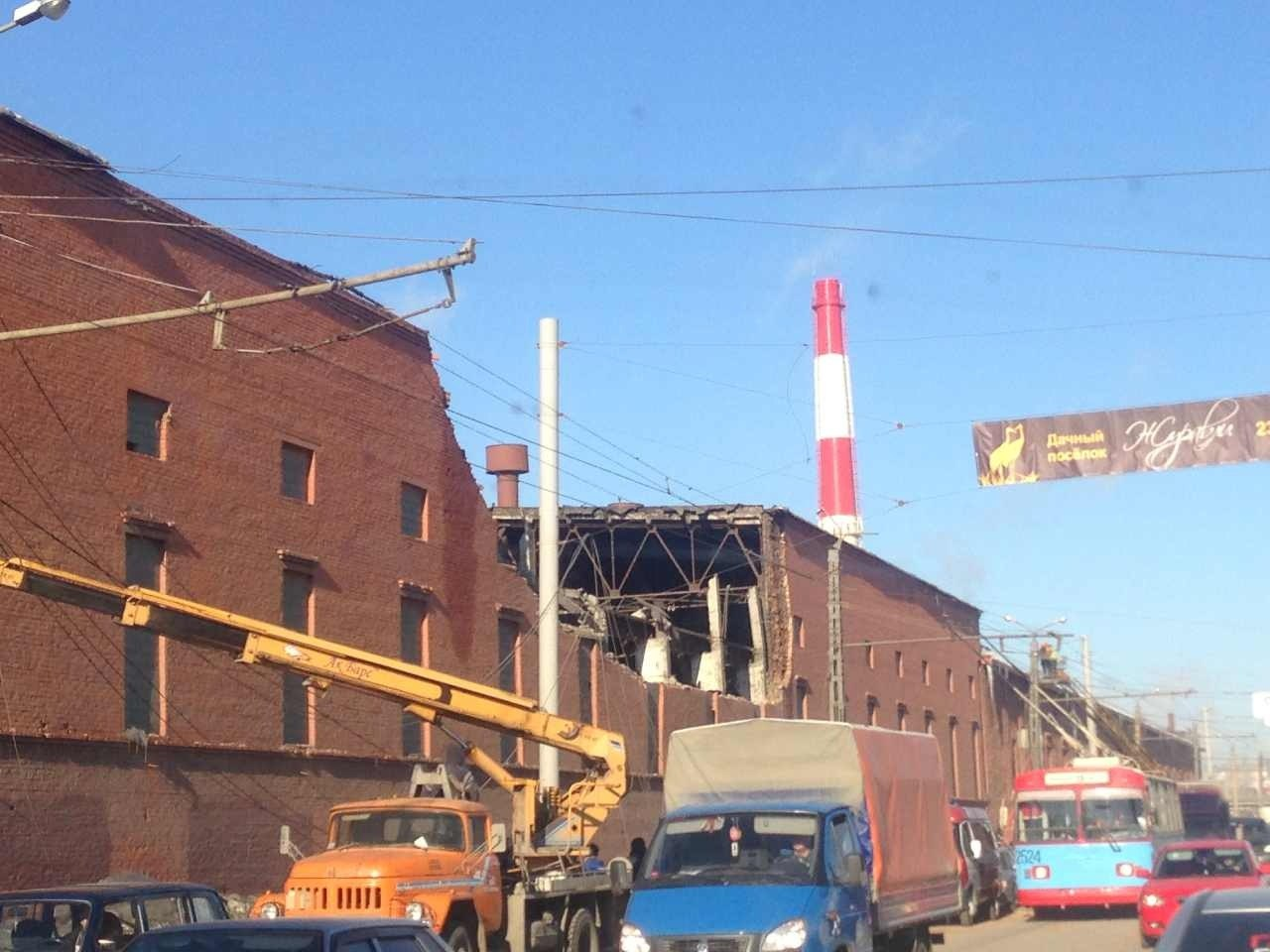
Wyrwa w dachu fabryki cynku

Eksplozja meteoroidu i wywołana przez nią fala uderzeniowa spowodowała znaczne straty. Uszkodzonych zostało ponad siedem i pół tysiąca budynków w sześciu miastach znajdujących się w pobliżu trasy przelotu meteoroidu; najczęściej były to zniszczone okna.
W niektórych wypadkach zniszczenia były poważniejsze, np. częściowe zawalenie się jednego z budynków fabryki cynku w Czelabińsku i uszkodzenie hali widowiskowo-sportowej Traktor Arena. Władze okręgu oszacowały straty materialne na co najmniej 1 miliard rubli (ponad 103 miliony złotych).
Do placówek medycznych w okręgu czelabińskim zgłosiło się około 1500 osób. Większość osób odniosło powierzchowne obrażenia spowodowane przez szkło z szyb rozbitych przez falę uderzeniową, jednak 112 osób odniosło rany wymagające ich hospitalizacji. Jest to pierwszy przypadek w historii, w którym w wyniku katastrofy kosmicznej zostało poszkodowanych tak wiele osób.

## Katastrofa w mediach
W kilka godzin po incydencie w Internecie pojawiły się liczne materiały wideo ukazujące przelot i rozpad bolidu, kondensacje powstałe na torze jego lotu oraz skutki fali uderzeniowej.
Premier Rosji Dmitrij Miedwiediew wydał oświadczenie, w którym potwierdził, że na Rosję spadł meteoryt. Powiedział także, że wydarzenie to pokazuje, iż meteoryty stanowią zagrożenie dla całej planety i należy stworzyć system zabezpieczający Ziemię przed takimi wydarzeniami w przyszłości.
Na temat uderzenia meteorytu powstały także teorie spiskowe. Według Władimira Żyrinowskiego nie był to przypadkowy upadek ciała niebieskiego, ale próba amerykańskiej broni.
Dzień po upadku meteorytu uralskiego zgłaszane były przeloty bolidów nad Kubą i nad Kalifornią.